# (300112) 2006 UL330
(300112) 2006 UL330 es un asteroide perteneciente al cinturón de asteroides, descubierto el 16 de octubre de 2006 por Andrew Becker desde el Observatorio de Apache Point, Sunspot (Nuevo México), Estados Unidos.

## Designación y nombre
Designado provisionalmente como 2006 UL330.

## Características orbitales
2006 UL330 está situado a una distancia media del Sol de 3,149 ua, pudiendo alejarse hasta 3,507 ua y acercarse hasta 2,790 ua. Su excentricidad es 0,113 y la inclinación orbital 12,35 grados. Emplea 2041,33 días en completar una órbita alrededor del Sol.

## Características físicas
La magnitud absoluta de 2006 UL330 es 16,3.